# Final Fantasy XIII
Final Fantasy XIII (ファイナル ファンタジ ー XIII Fainaru Fantajī Sātīn) és un joc de rol desenvolupat per Square Enix que va ser llançat en exclusiva per a Sony PlayStation 3 al Japó el 17 de desembre de 2009, i posteriorment per PlayStation 3 i Xbox 360 a occident el març del 2010. La seva primera aparició va ser a l'E3 2006, on el joc es va caracteritzar per mostrar un món futurista.
Motomu Toriyama (director del Final Fantasy X-2) torna com a director per a aquest joc.

## Argument
El títol se centrarà en Cocoon, una colònia flotant creada amb cristalls que protegeix milions de ciutadans amb la seva avançada tecnologia, en oposició a Pulse, un món completament natural que està per sota d'ells, els habitants de Cocoon temen als de Pulse. Encara que no viu d'una industrialització radical, Pulse també té cristalls, però no se sap per què els fan servir.
És possible que la noia que podria ser la protagonista del joc (la protagonista del primer tràiler) sigui una lusió, però sembla que ha estat assenyalada pels cristalls com una enemiga de la humanitat que produirà el declivi del món.